# Vanadis studeri
Vanadis studeri är en ringmaskart som beskrevs av Carl Apstein 1893. Vanadis studeri ingår i släktet Vanadis och familjen Alciopidae. Inga underarter finns listade i Catalogue of Life.